# فرودگاه هاستینگز (نیوزیلند)
فرودگاه هاستینگز (نیوزلند) (به انگلیسی: Hastings Aerodrome) یک فرودگاه است که یک باند فرود آسفالت دارد و طول باند آن ۱۰۷۵ متر است. این فرودگاه در کشور نیوزلند قرار دارد و در ارتفاع ۲۲ متری از سطح دریا واقع شده‌است.